# Society for Irish Latin American Studies
 (septembre 2021).
Si vous disposez d'ouvrages ou d'articles de référence ou si vous connaissez des sites web de qualité traitant du thème abordé ici, merci de compléter l'article en donnant les références utiles à sa vérifiabilité et en les liant à la section « Notes et références ».
Pour les articles homonymes, voir Silas.
La Society for Irish Latin American Studies (SILAS) a été créée en 2003 pour étudier le rôle de l'Irlande en Amérique latine.

## Histoire
Elle a été fondée le 1er juillet 2003 pour promouvoir l'étude des relations entre l'Irlande et les pays d'Amérique latine. Le champ d'intérêt de SILAS comprend l'installation, la vie et les réalisations des émigrants irlandais en Amérique latine et de leurs descendants, ainsi que la présence contemporaine de l'Irlande dans la vie et la culture de l'Amérique latine et la présence de Latino-Américains en Irlande.
SILAS a été créée à l'origine sous le nom de "Irish Argentine Historical Society", avec pour objectif principal d'étudier les différents aspects de l'émigration irlandaise en Argentine et le développement de la communauté irlando-argentine. Afin de refléter l'intérêt des membres pour d'autres pays et régions d'Amérique latine, le nom de l'organisation a été changé en 2005 en "Society for Irish Latin American Studies".
La première entreprise de SILAS a été la publication de la revue en libre accès Irish Migration Studies in Latin America. Les autres activités de SILAS comprennent des projets de recherche, la publication d'études et d'essais, le financement de bourses, de subventions et de prix de recherche, l'organisation d'excursions, de programmes éducatifs et de conférences, ainsi que la participation à des projets de restauration et de musées. Des annonces sont régulièrement publiées sur le site web. La Société est ouverte à toute discipline, à toute période historique et à toute approche méthodologique. SILAS est une organisation internationale à but non lucratif constituée à Genève selon les lois suisses.
SILAS a un site web qui offre des conseils et des informations sur les immigrants irlandais sur le continent.